# Küchmeister

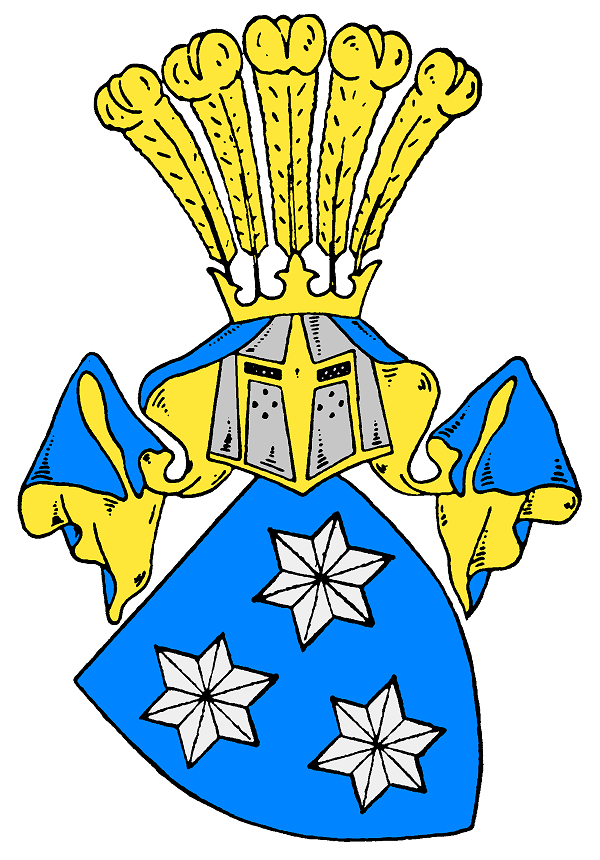
Wappen derer von Küchmeister

Küchmeister, ab dem 16. Jahrhundert auch Küchmeister von Sternberg, ist der Name eines im Mannesstamm erloschenen, ursprünglich meißnischen Adelsgeschlechts.

## Geschichte
Der Name der Familie leitet sich von dem Amt des Küchenmeisters der Markgrafen von Meißen ab. Erstmals urkundlich erwähnt wird das Geschlecht mit Fridericus coquina magister im Jahre 1274, der sich ab 1279 Ritter nannte. Es gehörte zu dem lokalen Landadel und war bis zum 15. Jahrhundert zu Kötzschenbroda, Döhlen und Wolmsdorf im Kurfürstentum Sachsen sowie in Schlesien ansässig. Johannes Coquinarius siegelte am 3. Dezember 1317 eine Urkunde.

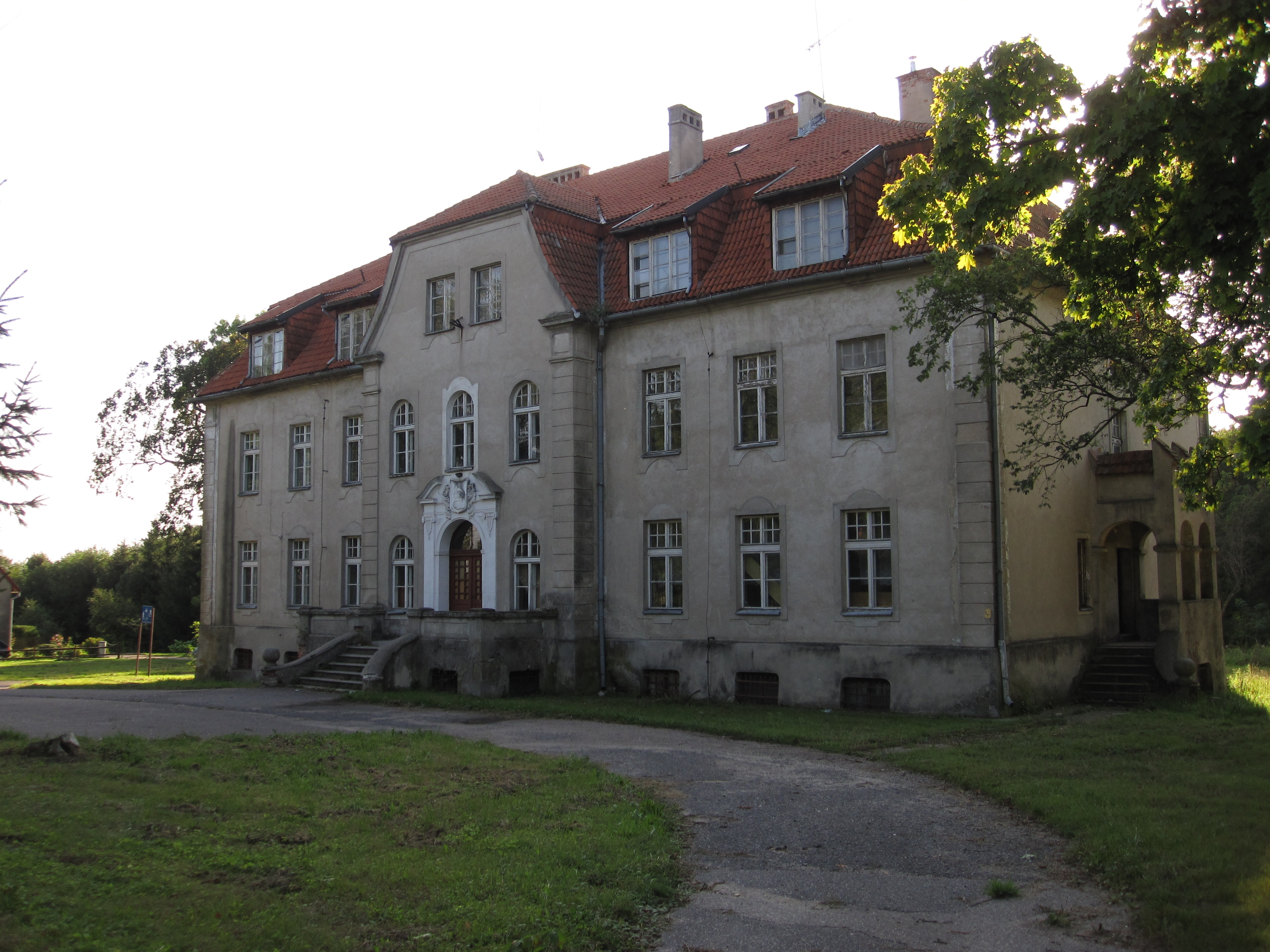
Gut Grodtken (heute Gródki)

Im Jahr 1401 erwarb der Markgraf Wilhelm I. von der meißnischen Adelsfamilie das Dorf Kötzschenbroda nebst dem alten Vorwerk.

Seit dem 14. Jahrhundert erscheinen Angehörige auch im Gebiet des Deutschen Ritterordens in Ostpreußen als Ordensbrüder sowie unter den ritterlichen Helfern des Ordens. Im Orden gelangte Michael Küchmeister (* 1370; † 1423) zur höchsten Würde. Er war von 1414 bis 1422 Hochmeister des Deutschen Ordens. Ab dem 15. Jahrhundert treten die meißnischen Küchmeister auch unter dem Landadel des Ordensgebietes auf. Seit dem 16. Jahrhundert trägt die Familie den Namen Küchmeister von Sternberg, nach einer Herrschaft gleichen Namens, die heute auf Grund der Häufigkeit des Ortsnamens Sternberg in West- und Ostpreußen nicht mehr lokalisierbar ist.

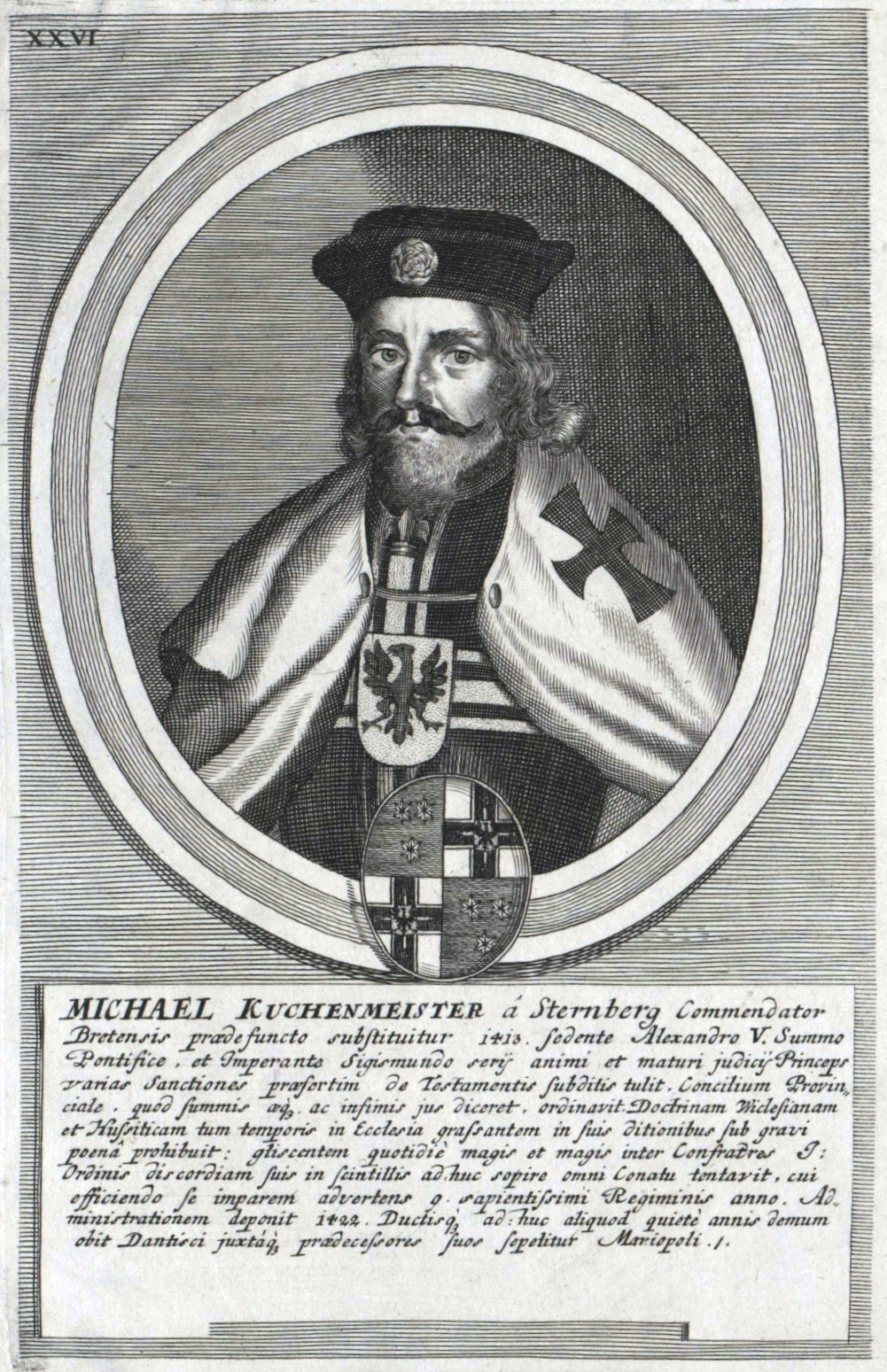
Michael Küchmeister, 28. Hochmeister des Deutschritterordens

Der letzte männliche Angehörige der Familie, Leopold Küchmeister von Sternberg (* 1787; † 1861), Herr auf Grodtken und Groß-Przylenk bei Neidenburg in Ostpreußen, wurde 1840 in den preußischen Grafenstand erhoben. Seine Tochter Luise brachte durch ihre Heirat mit Heinrich von Wulffen 1830 den Namen und das Wappen an einen Zweig des ursprünglich kurbrandenburgischen Geschlechts von Wulffen, der sich nun von Wulffen genannt Küchmeister von Sternberg nannte.
Allerdings erlosch auch dieser Zweig kurze Zeit später im Mannesstamm. Letzte Angehörige des Namens war Gottliebe von Wulffen gen. Küchmeister von Sternberg (1856–1952), Erbin der Güter Grodtken und Knauten, die den preußischen Oberstleutnant Fritz Wilhelm August von Boddien heiratete und Kinder hatte. Einer ihrer Urenkel ist Vera Lehndorff.

## Wappen
Das Stammwappen zeigt in Blau drei (2:1) silberne Sterne. Auf dem bekrönten Helm mit blau-goldenen Decken fünf goldene Straußenfedern.

Das gräfliche Wappen von 1840 zeigt innerhalb eines goldenen Randes das Stammwappen. Auf dem Helm mit blau-silbernen Decken fünf silberne Straußenfedern.

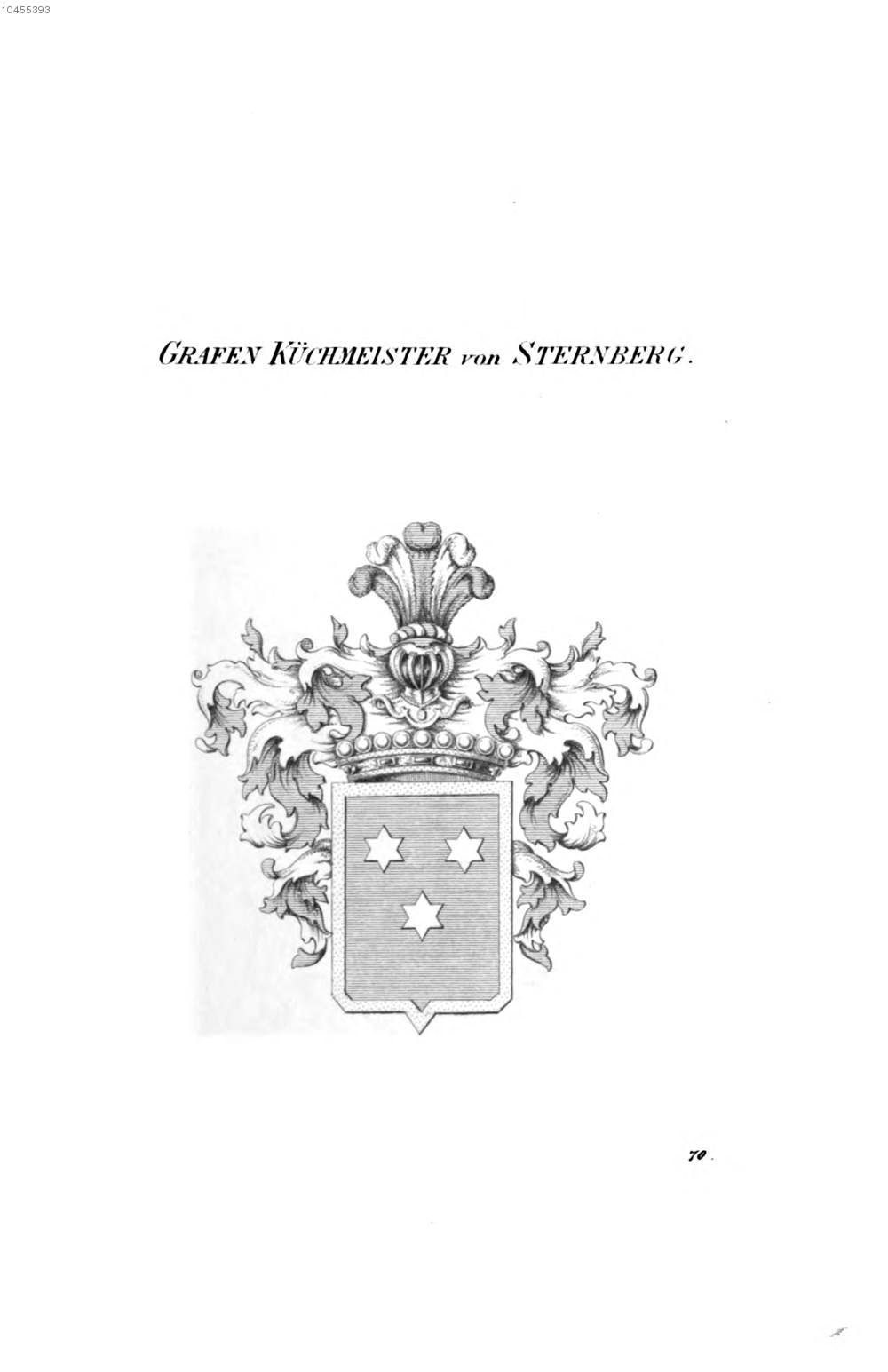
Gräfliches Wappen derer Küchmeister von Sternberg, Kupferstich
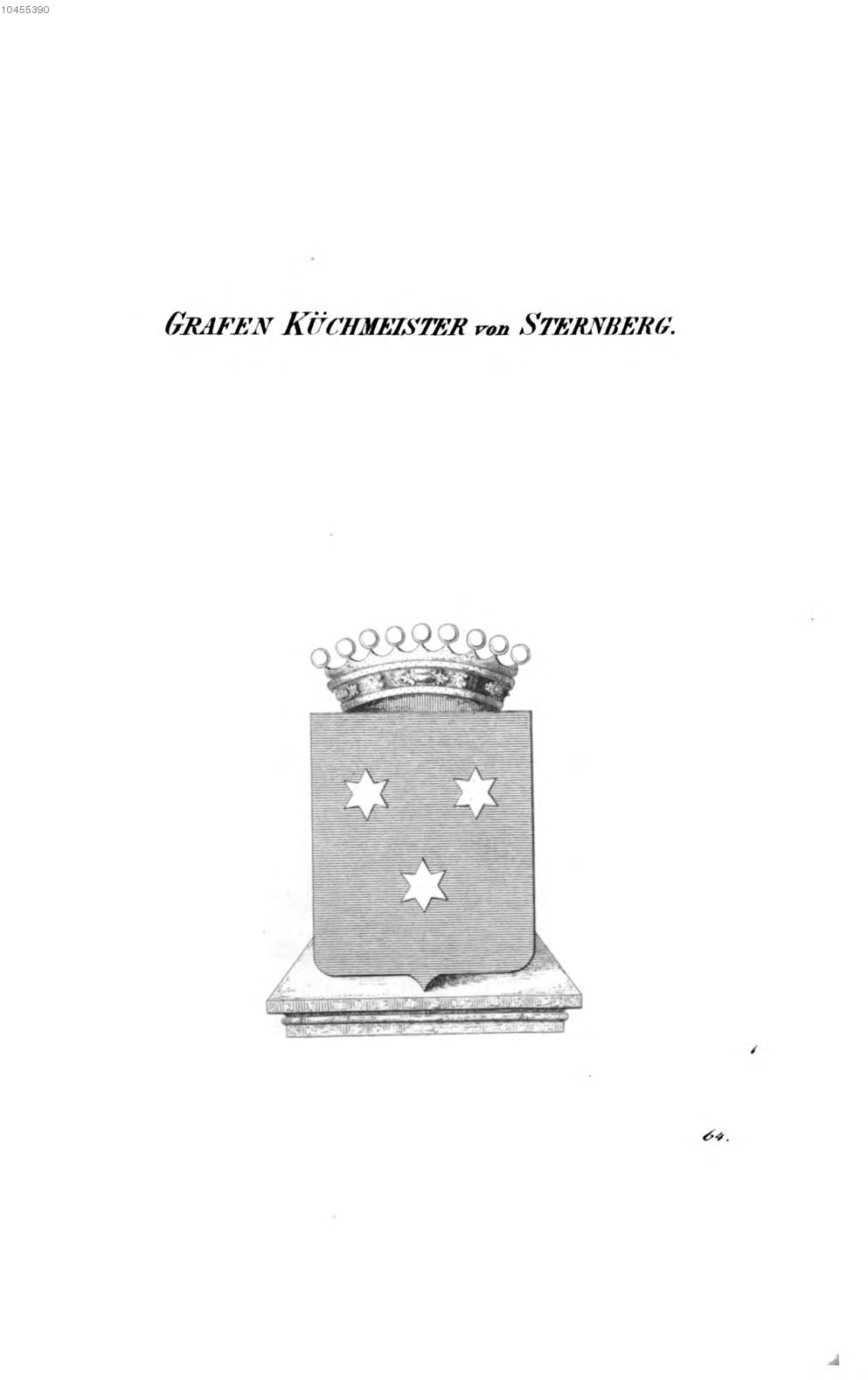
Gräfliches Wappen derer Küchmeister von Sternberg, Kupferstich
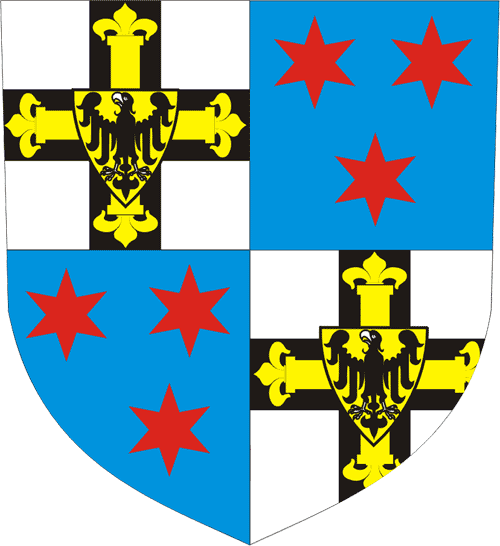
Fürstliches Hochmeisterwappen des Deutsch-Ritterordens während der Herrschaft von Michael Küchmeister

## Namensträger
- Friedemann Küch(en)meister, verkaufte 1401 Kötzschenbroda nebst Weinbergen an Markgraf Wilhelm von Meißen, was zur Gründung der Hoflößnitz führte
- Leopold Graf Küchmeister von Sternberg (1787–1861), letzter männlicher Angehöriger des Geschlechts
- Michael Küchmeister (1360 oder 1370–1423), Hochmeister des Deutschen Ordens von 1414 bis 1422